# Karabin maszynowy Browning M1918

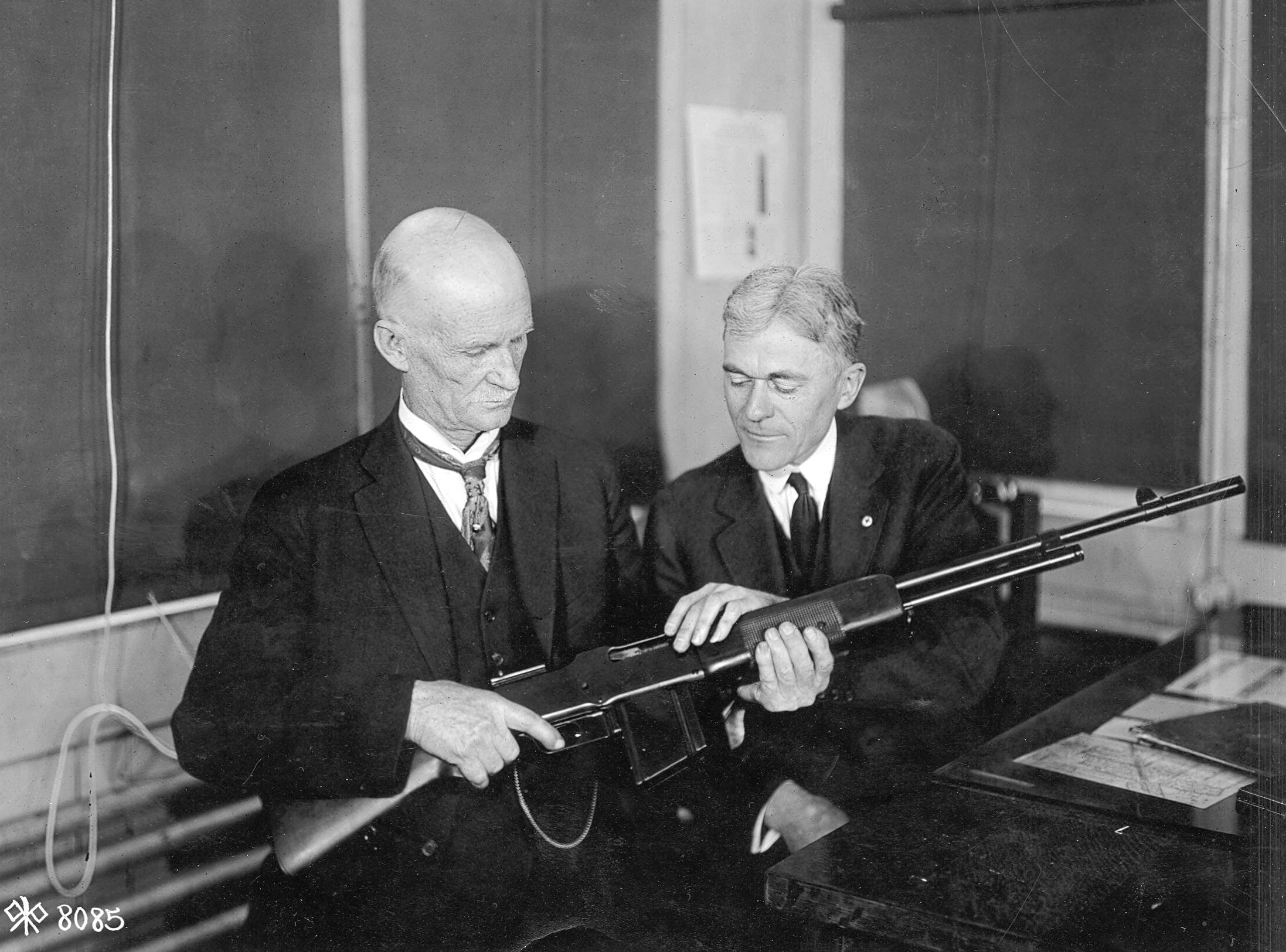
John Browning z karabinem M1918

M1918 Browning Automatic Rifle (BAR) – ręczny karabin maszynowy używany przez siły zbrojne Stanów Zjednoczonych głównie podczas II wojny światowej. Został zaprojektowany w 1917 przez Johna Browninga jako następca francuskiego rkm-u Chauchat M1918 i lkm-u Benet-Mercie M1909.
Zasada działania oparta na pobraniu gazów prochowych przez boczny otwór w lufie, używał standardowego wówczas naboju armii amerykańskiej .30-06 Springfield (7,62 × 63 mm). W zależności od modelu ważył pomiędzy 7,3, a 8,6 kg. Pojemność magazynka wynosiła 20 naboi.
Pierwszy model, M1918, został wprowadzony do użycia w 1918, do końca I wojny światowej wyprodukowano około 85000 egzemplarzy,
W 1937 część modeli M1918 została nieco zmodyfikowana (zmiana kolby i dwójnogu), ta wersja znana była jako M1918A1.
W 1940 wprowadzono do służby ostatni już model BARa – M1918A2. W tej wersji broń mogła już strzelać tylko seriami („szybko” – 500–650 strzałów na minutę lub „wolno” – 300–450 strzałów na minutę), dwójnóg był mocowany pod lufą (i zazwyczaj odłączany w czasie akcji ofensywnych). Od 1942 drewniana kolba została zastąpiona tworzywem sztucznym, a pod koniec II wojny światowej zaczęto produkować uchwyt do przenoszenia broni, który był montowany na lufie.
BAR był bronią bardzo udaną pomimo pewnych niedoskonałości konstrukcyjnych (niewymienna lufa, mała pojemność magazynka, wiele drobnych części) i w armii amerykańskiej służył jeszcze w czasie wojny koreańskiej, a w armiach wielu innych państw był na wyposażeniu jeszcze w latach 90.
W latach 30. w Polsce, Szwecji i Belgii opracowano własne konstrukcje oparte na tej broni, np. polski Browning wz. 1928.

## Wersje
- M1918 – pierwsza wersja seryjna, bez dwójnogu.
- M1918A1 – zmodernizowane egzemplarze M1918 wyposażone w dwójnóg i oporę naramienną.
- M1918A2 – wprowadzona do uzbrojenia w 1941 roku wersja z mechanizmem pozwalającym na zmianę szybkostrzelności (szybkostrzelność 350 lub 500 strz./min), pozbawiona możliwości strzelania ogniem pojedynczym.

## Opis
M1918A2 jest bronią samoczynną. Zasada działania oparta na odprowadzaniu części gazów prochowych przez boczny otwór lufy, z długim ruchem tłoka gazowego. Broń wyposażona jest w trójpołożeniowy regulator gazowy typu zamkniętego. M1918 strzela z zamka otwartego. Zamek ryglowany ryglem wahliwym. Wyciąg sprężynujący znajduje się w zamku, rolę wyrzutnika pełni występ komory zamkowej (łuski wyrzucane są w prawo).
Mechanizm uderzeniowy bijnikowy, rolę bijnika spełnia suwadło, mechanizm spustowy tylko do ognia ciągłego, z regulatorem szybkostrzelności. Szybkostrzelność zmieniana jest przy pomocy skrzydełkowego przełącznika, pełniącego także rolę bezpiecznika. Skrzydełko przełącznika znajduje się z lewej strony komory spustowej. Bezpiecznik unieruchamia spust.
M1918 jest bronią zasilaną z dwurzędowych magazynków 20-nabojowych.
Lufa ciężka, niewymienna zakończona szczelinowym tłumikiem płomienia. Do lufy przymocowana jest komora gazowa i chwyt transportowy. Dwójnóg zamocowany był do lufy za tłumikiem płomienia.
M1918 wyposażony jest w łoże, chwyt transportowy. Kolba stała z oporą naramienną. Przyrządy celownicze mechaniczne (celownik ramkowy z przeziernikiem, nastawy 100–1600 jardów).